# アル＝ハラム・モスク占拠事件

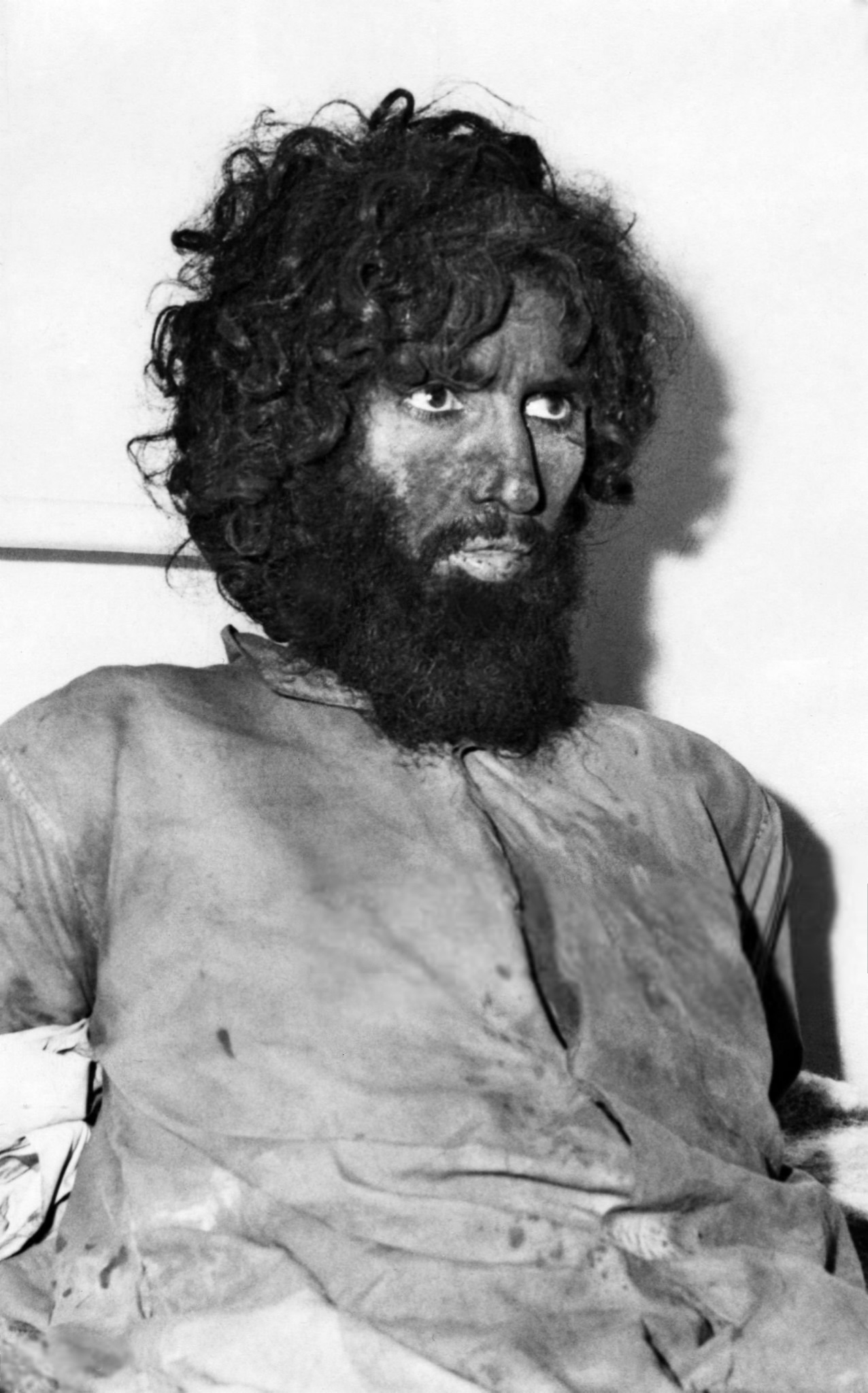
事件の主犯ジュハイマーン・アル＝ウタイビー

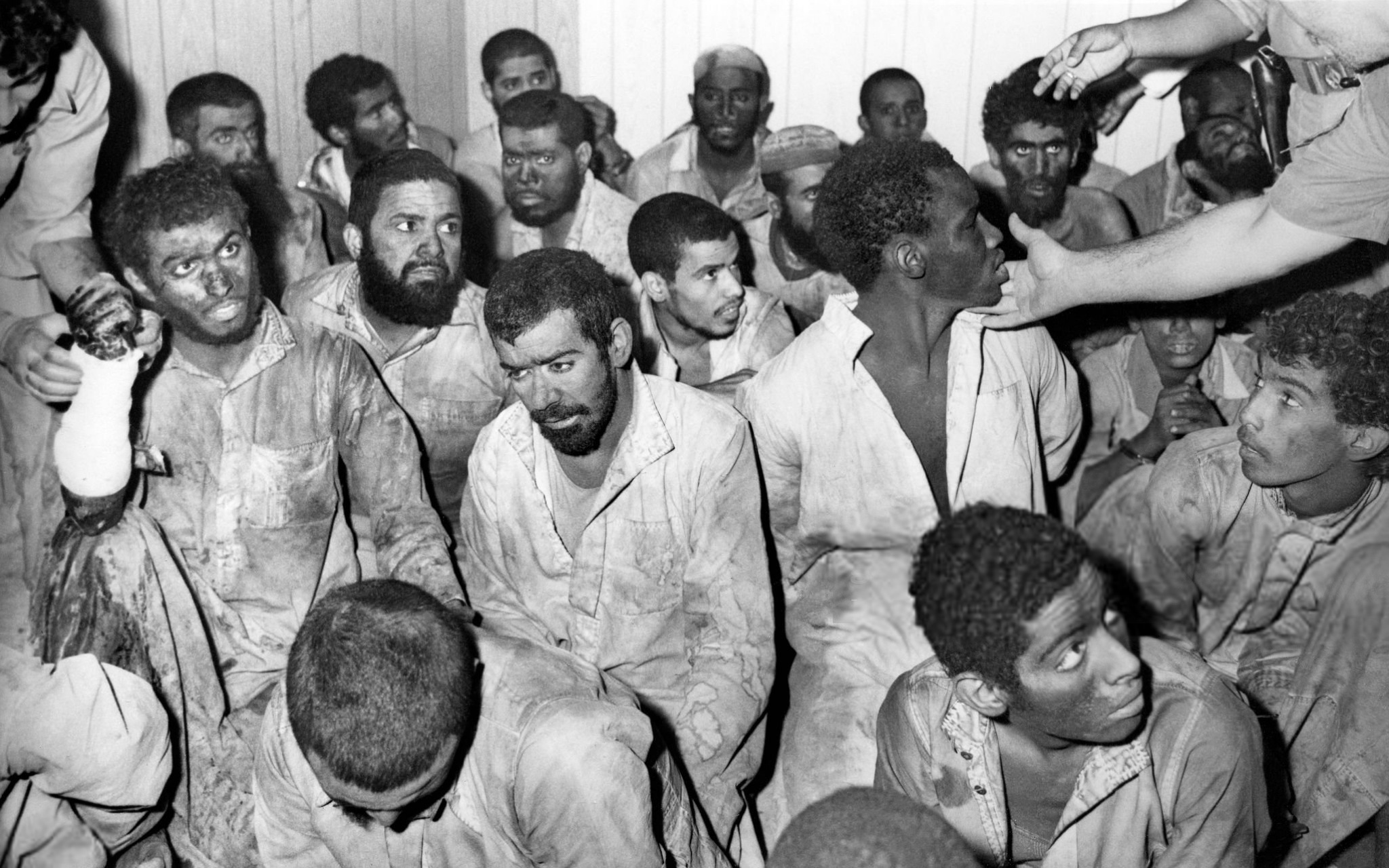
逮捕された実行犯たち

アル=ハラム・モスク占拠事件（Grand Mosque Seizure）は、1979年にサウジアラビアのメッカで、武装集団によってアル＝ハラム・モスクが占拠された事件。

## 当時の状況
1979年初頭のイラン革命は、イスラム湾岸諸国（特にサウジアラビア）にとって、「国内にいるシーア派を刺激すること」および「国家体制の西欧化を批判しイスラム主義を標榜するイスラーム過激派を増長すること」の2つの点で脅威となった。ルーホッラー・ホメイニーは、サウジアラビアのサウード家支配を厳しく批判し、サウジアラビアの国民や膨大な数の外国人労働者に対して革命を扇動していた。また、この事件の首謀者ジュハイマーン・アル＝ウタイビーはかつてのイフワーンの指導者スルターン・ビン・バジャードの孫で「アル・イフワーン」を名乗っており、先祖代々のサウジ王室への復讐を目論んでいた。

## 占拠
同年11月20日朝、メッカのアル=ハラム・モスクに巡礼者に混じって死者の体を乗せた輿を担いだ若者の集団が現れた。死者を埋葬する前に聖地を礼拝させることは珍しいことではなかったので人々は気にしなかったが、これは遺体ではなく、武器を人型に包んだものだった。彼らは巡礼者に紛れて先着していた数百人の仲間と合流すると、礼拝の始まった人気のない地下で武器を配り、二手に分かれて広大なモスクの占領を開始した。
一方はモスクを囲む7つの塔と48の門を陥落させ、もう一方は聖職者を拘束する手はずになっていた。「アッラーフ・アクバル（アッラーは最も偉大なり）」と叫びながら礼拝所に突入した後者のグループは、聖職者を拘束したが、その際、モスクの指導者に命令に従うように言って拒否されたため、その側近を射殺した。銃声がしたことから、制圧グループが門を完全に掌握する前に、数多くの巡礼者たちが難を逃れてモスクを脱出した。それでも約1,000人もの人々が人質となった。

## 鎮圧
脱出した巡礼者の通報から事件を知った国王ハーリド・ビン・アブドゥルアズィーズは、鎮圧を決意したものの、まずはウラマーと呼ばれるイスラーム法学者たちの会議に許可を求めなければならなかった。神聖なモスクの中で流血の事態をもたらすことは禁忌だったからである。結局、鎮圧は止む無しとするファトワーが出されるまで半日を要した。
国王は鎮圧に際して、モスクへの被害を最小限にし、人質の生命を守り、犯人は生け捕りにするべく努めるよう訓令した。陸軍、サウジアラビア国家警備隊、治安警察あわせて5万人が動員され、装甲車や攻撃ヘリコプター、さらには戦車も用意された。
翌21日の早朝から作戦が始まり、治安部隊は48ある門のうち2つから突入した。分厚い鉄製の扉を対戦車ロケット弾で破壊し、装甲車を前面に立てて突入、要所要所にバリケードを築いて待ち構えていた武装集団との間に激しい銃撃戦が展開された。あわせてヘリコプターによる降下も試みられたが多大な犠牲を出して失敗に終わっている。
24日、武装集団はモスクの地下構造に逃げ込み、治安部隊は地上部を制圧することに成功した。しかし鎮圧側の死傷者の数は膨大であった。モスクの地下には200を越す部屋がある巨大な空間があり、ここを制圧することはさらなる困難と犠牲を強いるだろうと思われた。
そこで、パキスタンに応援を要請し、パキスタン陸軍の特殊部隊・SGS1個大隊が派遣された。さらに、フランスから国家憲兵隊治安介入部隊の隊員を呼び寄せ、作戦計画の指導を受けた。キリスト教徒である彼らはモスクでの活動に制約が生じるので、臨時にイスラム教徒に改宗するという非常手段が取られた。このことは当時極秘とされた。
放水と催涙ガスで武装集団の抵抗を弱めながら、防毒マスク装備の特殊部隊が突入して一部屋一部屋徐々に制圧していった。難しい状況にある閉鎖空間であったので、彼らは主にナイフを使って作戦を行った。水とガスの力で三々五々投降する者が出始めたが、なお頑強に抵抗する集団もいたため、完全制圧が発表されたのは12月4日になってからだった。

## その後
当時の公式発表によれば、武装集団のうち死者は75人、拘束者は170人で、鎮圧側は死者60人、負傷約200人である。
武装集団は、マフディー（救世主）を自称するカハターン・カハターニと彼等を教導した反王制イスラム主義の指導者ジュハイマーン・アル＝ウタイビーに率いられており、彼らはほとんどがサウジアラビア人、一部が周辺国出身のマドラサの学生であった。イランとの繋がりを示すものもいたが、シーア派との関連はないとされた。しかし、彼らの中にはイランの最高指導者であるホメイニーの写真を大事に持っていた者もおり、その思想に対する影響力を窺わせた。
彼らへの尋問から、占拠の起こった20日、モスク訪問が予定されていた国王を捕えて人質とすることが計画されていたことが明らかになった（国王のモスク訪問の予定は変更されていたため、国王は難を逃れた）。拘束されたアル＝ウタイビーと67名の仲間らはサウジアラビアの法により翌1980年1月9日に4ヶ所の処刑場で公開処刑され、その模様はテレビ中継された。
この占拠事件に呼応するように、東部を中心にシーア派による暴動、衝突が起こっている。シーア派の暴動や過激な運動はその後勢いを増し、シーア派への懐柔と取り締まりはサウジアラビアの重要な課題となった。これに対して、シーア派地域への公共事業を増やして不満を和らげ、同時に公安部門による監視を強めるなどの対策が行われた。
この事件は、サウジアラビアの国家方針に少なからず影響を与えた。王家と政府（サウジアラビアでは一体である）は特殊部隊の育成をはじめとする国家安全保障体制の整備を急ぐ一方で、これ以降イスラム過激主義者を刺激しないようにする配慮が欠かせなくなった。西欧化や近代化の勢いは停滞し、外国文化の流入をより一層厳しく制限するようになった。
ソ連のアフガニスタン侵攻がイスラム世界の注目を集めると、イスラム過激主義者たちはムジャーヒディーンの派遣や資金の援助を主張するようになった。サウジアラビア政府は、王室への攻撃を止めることと、彼らを厄介払いする目的で、資金援助つきでこれらの過激主義者を送り出した。ウサーマ・ビン＝ラーディンもアフガニスタンに送られた一人であった、という説が唱えられることがあるが、アフガニスタンに渡ったものは少数であり、そうとは考えがたいという主張もされるようになった。